# Batalha do Forte Riviere
A Batalha do Forte Riviere foi a batalha mais lembrada da Ocupação do Haiti pelos Estados Unidos em 1915. Os fuzileiros navais e marinheiros dos EUA lutaram no Forte Riviere contra os rebeldes Cacos.

## Antecedentes
O Fort Riviere era uma fortaleza de alvenaria antiga, construída no topo do íngreme Montagne Noire pelos franceses no século 18. Foi ocupado por mais de 200 Cacos em novembro de 1915 durante a sua rebelião contra o governo haitiano. Sem artilharia, permaneceram no forte, mas os defensores estavam armados com fuzis, facões, espadas, facas e outras coisas. Os Cacos eram descritos como atiradores pobres, por isso, quando o capitão da marinha, Smedley Butler tomou a fortaleza, a resistência rebelde desmoronou. O capitão enviou três companhias com 24 fuzileiros veteranos que ele havia escolhido, juntamente com alguns tenentes e um pequeno destacamento de marinheiros do encouraçado USS Connecticut que navegava ao largo da costa.

## Batalha
Confiante de que sua força poderia capturar o forte, Butler preparou seus soldados para a batalha a cerca de 19h00 da noite. Os norte–americanos cercaram o forte sem tocar o alarme que Butler iria usar como aviso. Às 19h30, Butler apitou e um ataque surpresa foi lançado contra o sul do forte. Butler e seus 26 soldados avançaram, enquanto o restante dos fuzileiros e marinheiros deram cobertura. Ao longo do muro sul do forte, foi descoberto um túnel que levava à fortificação. Quando os 26 homens avançaram os Cacos abriram fogo. Primeiro o sargento Ross Lams e o soldado Samuel Gross entraram no túnel que levava até a fortaleza, seguidos por Butler levando a sua pistola.
Quando os três saíram do túnel no outro lado do muro, eles abriram fogo com suas armas em 60–75 rebeldes. Uma vez que a primeira onda de fuzileiros entraram na fortaleza, o resto dos marinheiros e fuzileiros foram atacados. O combate durou de 10 à 15 minutos antes dos Cacos fugirem. Mais de 51 foram mortos ou feridos, mas nenhum foi preso. Um fuzileiro foi ferido por uma pedra, quando um Caco a jogou em seu rosto, quebrando assim alguns dentes. Os Cacos não sabiam como usar as miras e tipicamente jogaram pedras quando as munições acabaram.

## Resultado
Com o Forte Riviere tomado, a Primeira Guerra Caco chegou ao fim quando os rebeldes perceberam que não resistiriam mais no local. Porém, o conflito para resistir à ocupação norte–americana não terminou. Escaramuças menores continuaram por um curto tempo e, mais tarde, em 1919 um conflito conhecido como Segunda Guerra Caco entrou em erupção. Apesar de ser um menor engajamento em termos de números e baixas, a captura de Fort Riviere é muito mais lembrada do que a batalha em Fort Dipitie, onde o capitão Butler liderou seus fuzileiros contra 400 Cacos e ganhou. O capitão Butler, o sargento Lams e o soldado Gross receberam medalhas de honra pelas ações tomadas durante a batalha. Após o conflito e as perdas elevadas no Haiti, o governo dos Estados Unidos ordenou que os fuzileiros navais cessassem todas as operações ofensivas contra os Cacos sem permissão direta de Washington.